# Список умерших в 1901 году
В этой статье представлен список известных людей, умерших в 1901 году.
См. также: Категория:Умершие в 1901 году

## Январь
- 1 января — Игнатиус Доннелли (69) — американский политик и писатель.
- 5 января — Карл Александр Саксен-Веймар-Эйзенахский (82) — великий герцог Саксен-Веймар-Эйзенахский с 8 июля 1853 года, прусский генерал-полковник.
- 22 января — Виктория (81) — королева Соединённого Королевства Великобритании и Ирландии с 1837.
- 27 января — Джузеппе Верди (87) — итальянский композитор.
- 27 января — Наум Гайдаров (73) — русский генерал, участник Кавказской войны и Среднеазиатских походов.
- 28 января — Иосиф Гурко (72) — русский генерал-фельдмаршал.

## Февраль
- 9 февраля — Николай Копытов (67) — русский вице-адмирал.
- 11 февраля — Милан Обренович (46) — первый король Сербии.
- 22 февраля — Ричард Мевес — генерал-лейтенант, участник русско-турецкой войны 1877—1878 гг.

## Март
- 1 марта — Сергей Духовский (62) — Приамурский и Туркестанский генерал-губернатор.
- 4 марта — Рафаэл Эристави (76) — грузинский поэт, переводчик, этнограф и собиратель фольклора. Князь.
- 15 марта — Николай Боголепов (54) — министр просвещения России.
- 19 марта — Адольф Добрянский-Сачуров (83) — выдающийся карпаторусский общественный деятель, юрист, писатель.
- 28 марта — Иосафат Кобринский (82) — украинский греко-католический священник, культурно-общественный и церковный деятель, публицист, меценат.

## Апрель
- 3 апреля — Роберт Лорд Ходжсон (41) — австралийский шахматист.
- 13 апреля — Анна Воробьёва (84) — русская оперная певица-контральто.
- 22 апреля — Александр Болтин (68) — русский мореплаватель, командующий корвета «Америка».
- 29 апреля — Иоанникий (Надеждин) (63) — епископ Русской православной церкви, епископ Архангельский и Холмогорский.
- 29 апреля — Виктор Шрётер (61) — русский архитектор немецкого происхождения.

## Май
- 5 мая — Николай Розенбах (64) — русский военный деятель, генерал от инфантерии, Туркестанский генерал-губернатор.
- 7 мая — Алексей Алчевский — российский предприниматель, промышленник, меценат, коммерции советник.
- 7 мая — Димитр Греков (52) — болгарский государственный и политический деятель.
- 19 мая — Христиана Бреден (62) — австрийская писательница, поэтесса и театральная актриса, более известная под псевдонимом «Ада Кристен».
- 21 мая — Гаврила Солодовников (74—75) — один из наиболее богатых московских купцов и домовладельцев, мультимиллионер, хозяин магазина и театра в Москве, филантроп.
- 26 мая — Иван Колонг (62) — создатель теории о девиации компаса.

## Июнь
- 20 июня — Александр Форрест (51) — австралийский путешественник, мэр Перта.
- 21 июня — Михаил Сухомлинов (73) — известный филолог и литературовед.
- 25 июня — Леонид Вейнберг (52) — российский историк и краевед.

## Июль
- 7 июля — Иоганна Шпири (74) — швейцарская писательница.
- 8 июля — Иван Коневской (23) — русский поэт, один из основоположников и идейных вдохновителей русского символизма, литературный критик.
- 11 июля — Филарет (Захарович) — казначей Никольского единоверческого монастыря.
- 24 июля — Иван Жданов (55) — русский литературовед и фольклорист, академик Санкт-Петербургской академии наук.
- 29 июля — Антонина Абаринова (59) — российская оперная певица (контральто, впоследствии меццо-сопрано) и драматическая актриса.

## Август
- 5 августа — Виктория (60) — императрица Германии.
- 8 августа — Мария Маккиллоп (59) — святая Римско-Католической Церкви, монахиня.
- 12 августа — Модест Витошинский (45) — российско-украинский концертно-камерный и оперный певец.
- 27 августа — Григорий Мачтет (49) — русский писатель, революционер-народник.
- 30 августа — Алипий (Константинов) (50) — русский иконописец, иеромонах Валаамского монастыря.

## Сентябрь
- 3 сентября — Амвросий (Ключарёв) (81) — епископ Православной Российской Церкви.
- 9 сентября — Анри де Тулуз-Лотрек (36) — французский живописец-постимпрессионист.
- 14 сентября — Уильям Мак-Кинли (58) — 25-й президент США (с 1897); убит.
- 20 сентября — Ральф Тэйт (61) — британский и австралийский ботаник и геолог.
- 20 сентября — Эдмунд Эган (50) — венгерский экономист.

## Октябрь
- 4 октября — Роберт Ричардсон (51) — австралийский детский поэт и писатель.
- 26 октября — Альфред Тайсоу (27) — британский легкоатлет, двукратный чемпион летних Олимпийских игр 1900.
- 29 октября — Леон Чолгош (28) — убийца Уильяма Мак-Кинли; казнён.

## Ноябрь
- 1 ноября — Гавриил Афонский (52) — православный подвижник, архимандрит.
- 11 ноября — Вильгельм Богуславский — польский историк-славяновед и путешественник, юрист.
- 22 ноября — Александр Ковалевский (61) — русский биолог и эмбриолог.
- 27 ноября — Александр Дорн (68) — немецкий композитор и дирижёр.

## Декабрь
- 1 декабря — Борис (Плотников) — епископ Русской православной церкви, епископ Ямбургский, викарий Санкт-Петербургской епархии. Богослов.
- 4 декабря — Исидор Шараневич — галицкий учёный, историк, археолог.
- 23 декабря — Конрад Шик — палестинский архитектор, краевед, исследователь и археолог немецкого происхождения.
- 24 декабря — Григорий Дадиани (87) — светлейший князь, русский генерал, участник Кавказской войны и русско-турецкая войны 1877—1878 гг., регент Мегрелии при малолетнем племяннике, поэт.